# Dichaetophora argentea
Dichaetophora argentea är en tvåvingeart som först beskrevs av Mcevey och Bock 1982.  Dichaetophora argentea ingår i släktet Dichaetophora och familjen daggflugor. Inga underarter finns listade i Catalogue of Life.